# Distretto di Tauca
Il distretto di Tauca è un distretto del Perù nella provincia di Pallasca (regione di Ancash) con 3.238 abitanti al censimento 2007 dei quali 1.454 urbani e 1.784 rurali.
È stato istituito fin dall'indipendenza del Perù.